# Deutsche Bahn
Die Deutsche Bahn AG (kurz DB AG oder DB) ist ein bundeseigener Mobilitäts- und Transportkonzern mit dem Kerngeschäft Eisenbahn. Unter dem Dach des DB-Konzerns betreiben DB Fernverkehr (Personenfernverkehr), DB Regio (Personennahverkehr) und DB Cargo (Schienengüterverkehr) das operative Geschäft; die Konzerntochter DB InfraGO betreibt zudem große Teile der deutschen Eisenbahninfrastruktur und damit das größte Schienennetz Europas. Des Weiteren gehören mehrere Eisenbahninfrastrukturunternehmen sowie eine Reihe von Eisenbahnverkehrsunternehmen zum Konzern. Die DB betreibt den größten Teil des deutschen Schienennetzes wie auch den Großteil des Eisenbahnverkehrs in Deutschland und ist darüber hinaus international im Transport- und Logistikbereich tätig. Die DB entstand 1994 aus der Fusion der Deutschen Bundesbahn und der Deutschen Reichsbahn, gleichzeitig wurde sie im Rahmen einer tiefgreifenden Bahnreform als privatwirtschaftliches Unternehmen in Form einer Aktiengesellschaft aufgestellt, deren Kapital vom Staat, vertreten durch das Bundesministerium für Verkehr (BMV), gehalten wird.
Im Schienenverkehr erzielt das Unternehmen etwa die Hälfte des Gesamtumsatzes. Die andere Hälfte des operativen Geschäfts machen das weitere Transport- und Logistikgeschäft sowie verschiedene Dienstleister aus. Das Unternehmen erwirtschaftet Teile seines Umsatzes über Verkehrsverträge mit der öffentlichen Hand; bezuschusst werden ebenfalls Unterhalt und Ausbau der Infrastruktur.

## Konzernstruktur und Organisation

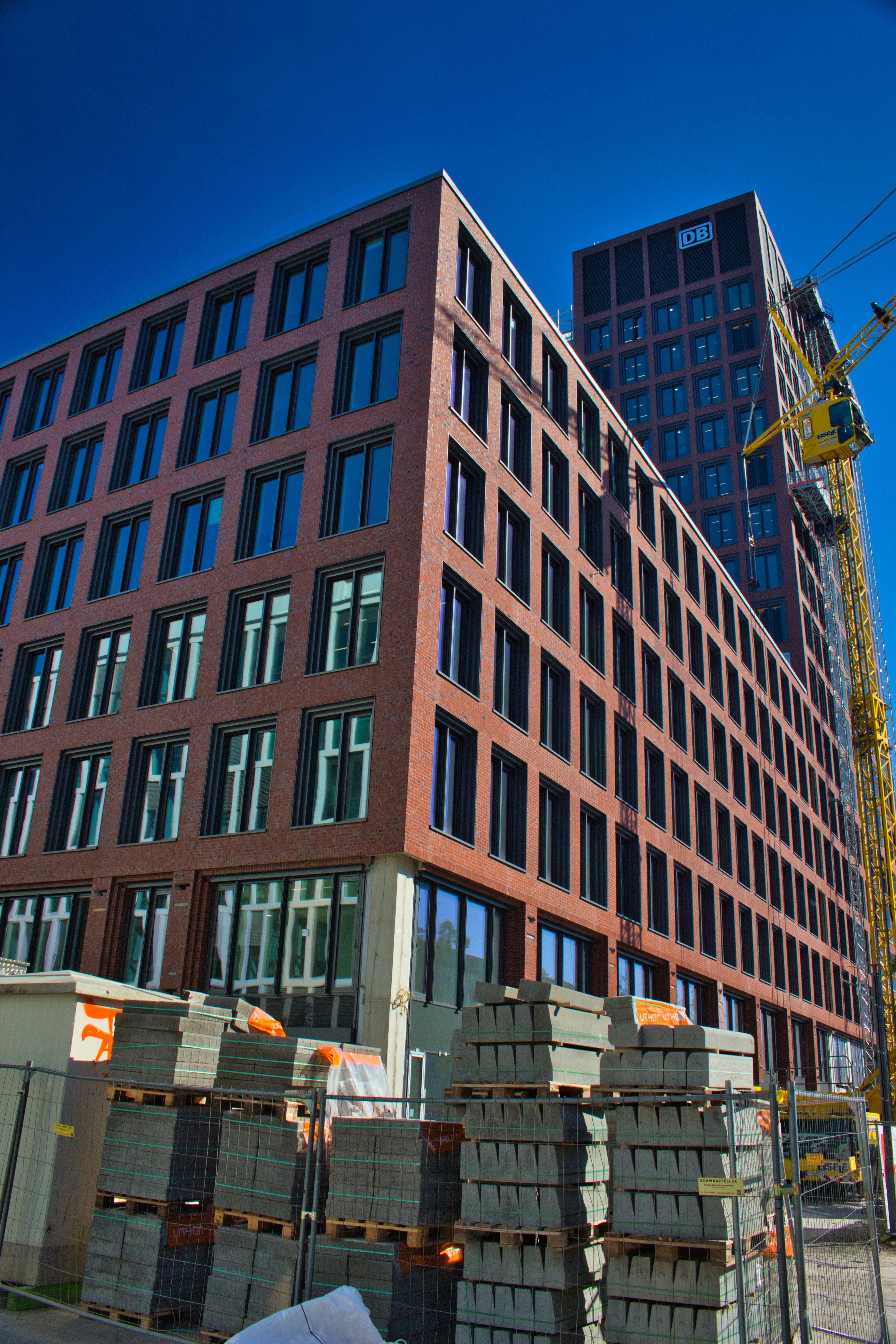
DB Brick und DB Tower (hinten) an der Frankfurter Europa-Allee kurz vor der Fertigstellung. Der Bürokomplex ist Sitz mehrerer Teilunternehmen der Deutschen Bahn.

### Unternehmensbereiche

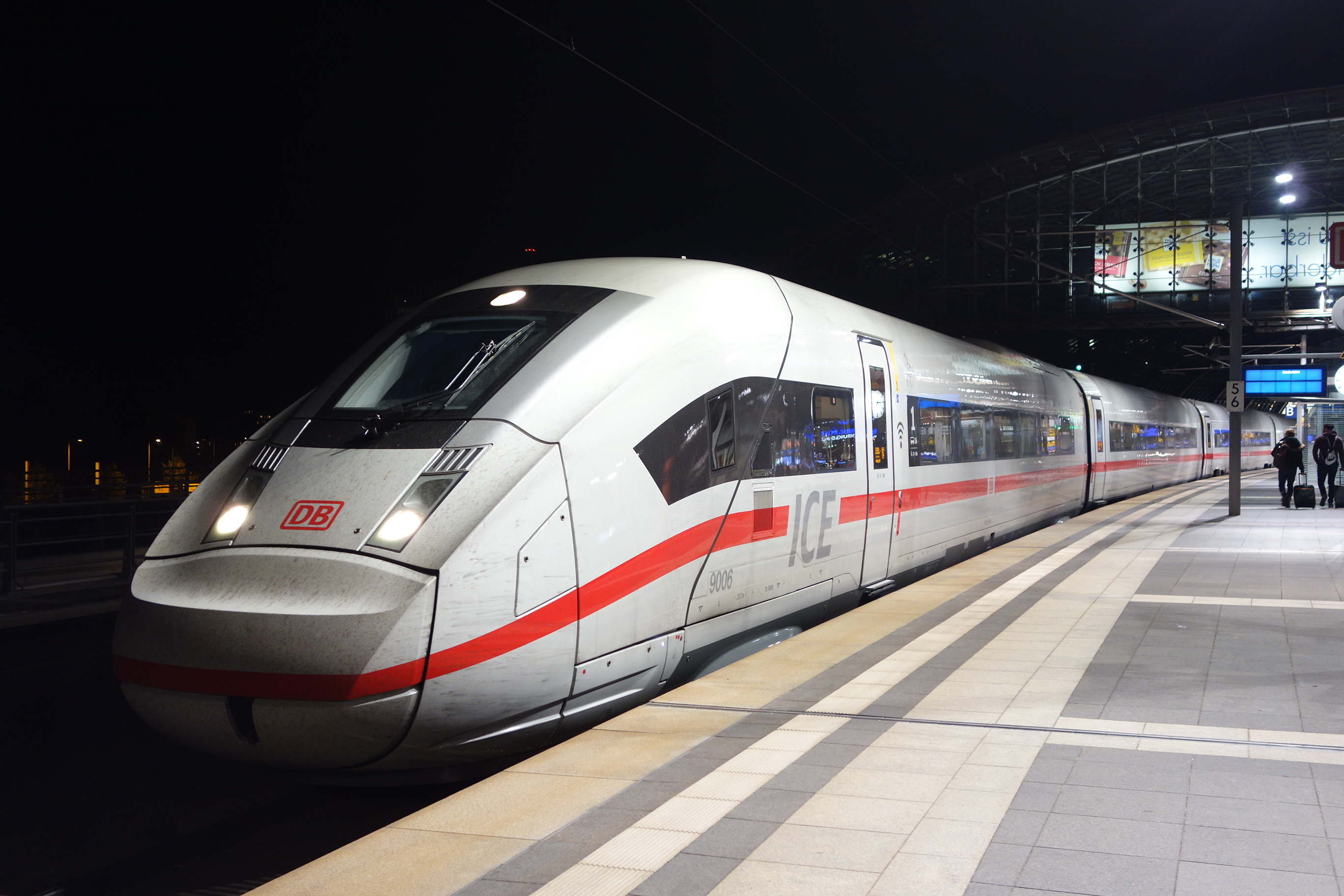
ICE 4 im Berliner Hauptbahnhof

#### Personenverkehr

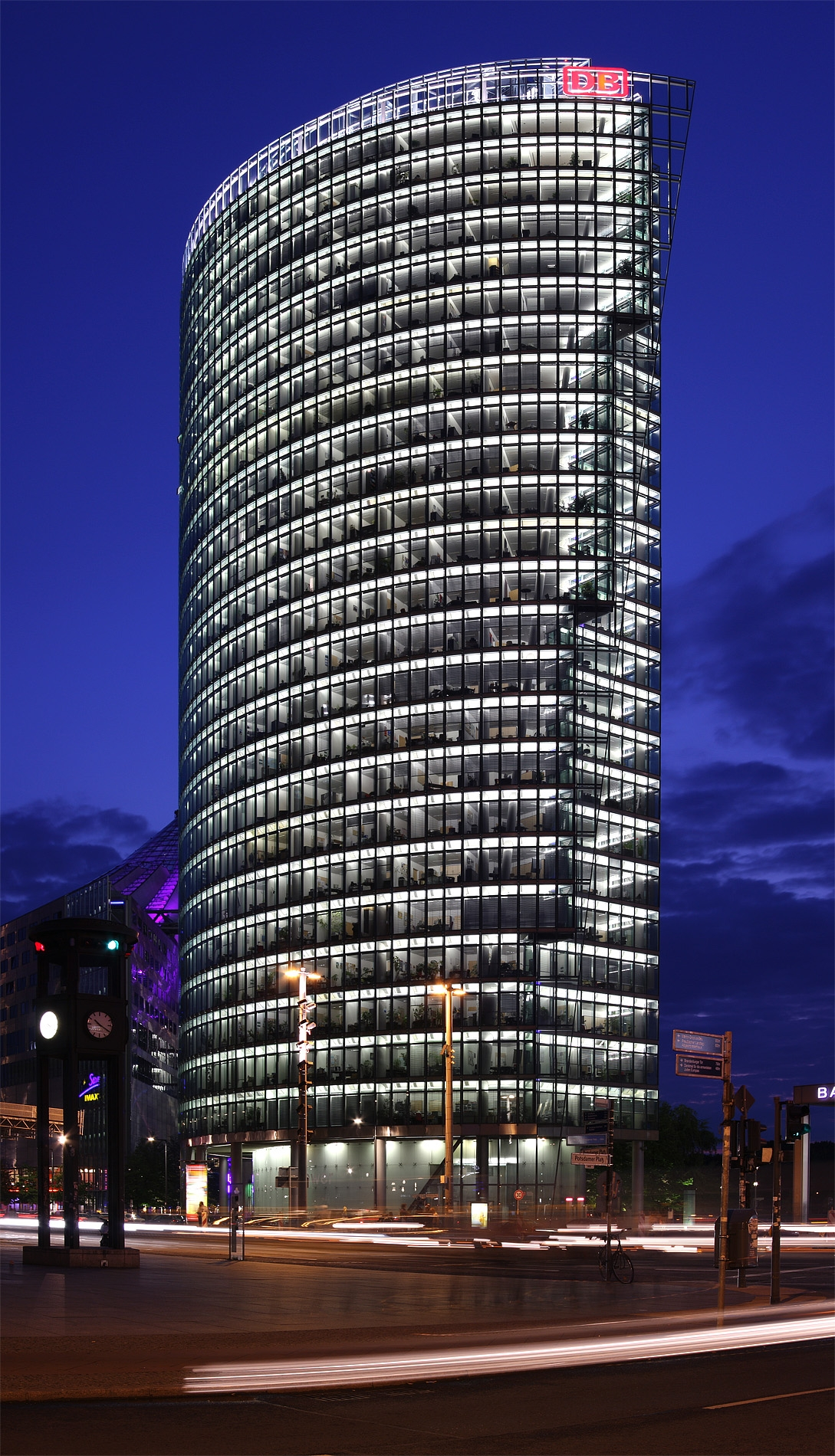
Der BahnTower am Potsdamer Platz in Berlin ist die Konzernzentrale der DB

Das Ressort Personenverkehr (Markenname: DB Personenverkehr, zuvor DB Bahn) ist in die Geschäftsfelder DB Fernverkehr (Personenfernverkehr) und DB Regio (Öffentlicher Personennahverkehr) unterteilt.
Im Jahr 2020 beförderte die DB im Fernverkehr 81,3 Millionen Passagiere. Den Großteil davon beförderte die DB Fernverkehr AG mit ihren nationalen und grenzüberschreitenden Fernlinien.

Im Nahverkehr erbrachte das Unternehmen 2020 eine Transportleistung von mehr als 1,2 Milliarden Reisenden, 23.897 Millionen Personenkilometer wurden zurückgelegt. Die Fahrgäste trugen zu 32 Prozent des Umsatzes im Geschäftsfeld Regio bei, rund 67 Prozent der Gelder kam von den Ländern, die nach dem Regionalisierungsgesetz für den Nahverkehr zuständig sind.

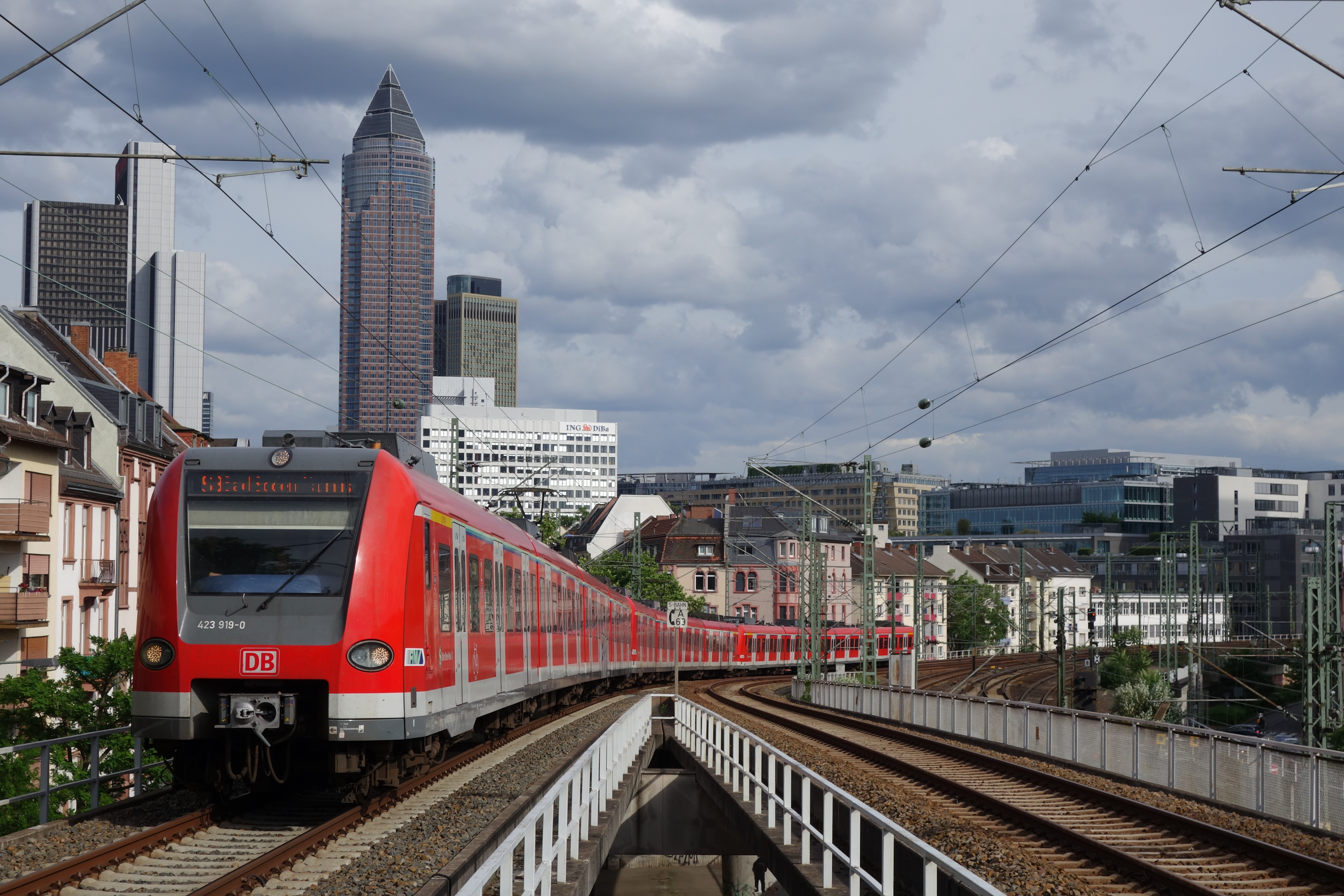
S-Bahn im Ballungsraum Rhein-Main-Gebiet

Das ehemalige Geschäftsfeld Stadtverkehr war zwischen 2005 und 2010 für die S-Bahnen in Berlin und Hamburg sowie für zahlreiche Regionalbusunternehmen zuständig, siehe Bahnbus (Deutschland).
Im Januar 2011 ist im Zuge der Arriva-Übernahme das Ressort Personenverkehr neu strukturiert worden. Die DB Stadtverkehr GmbH und die DB Regio AG wurden im gemeinsamen Geschäftsfeld DB Regio zusammengelegt. Der nationale Personennahverkehr wird seitdem vom Geschäftsfeld DB Regio, Auslandsaktivitäten bis zu dessen Veräußerung 2023 von DB Arriva erbracht. Im Jahr 2015 wurde die Markenstruktur der DB geändert, weshalb die Dachmarke für den Personenverkehr von DB Bahn zu DB bzw. DB Personenverkehr umbenannt wurde. Seit dem 1. August 2022 ist die DB erster intermodaler Partner der Star Alliance.

#### Transport und Logistik

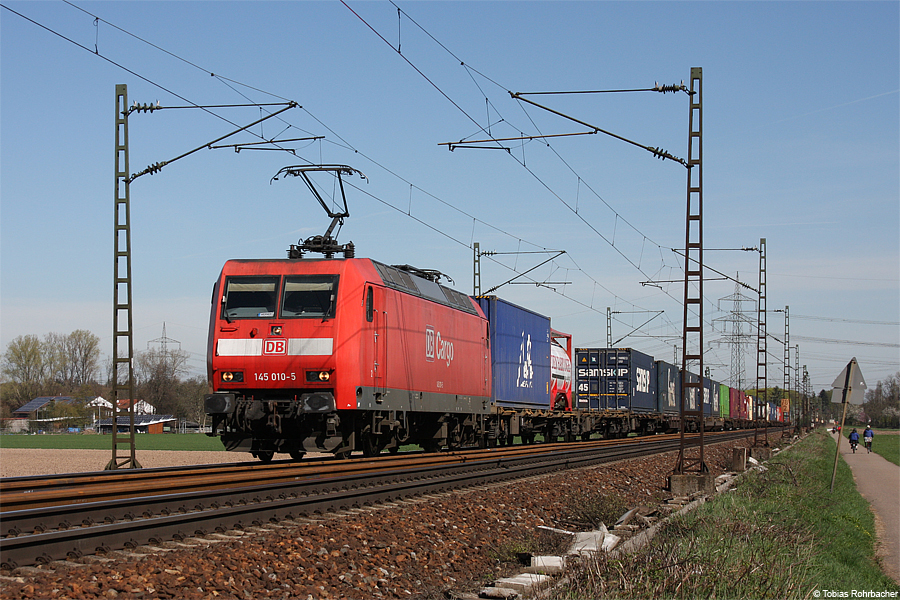
Güterzug von DB Cargo

Das Ressort Transport und Logistik agierte im Markt mit den Geschäftsfeldern DB Schenker Logistics und DB Schenker Rail, die unter dem Dach DB Schenker zusammengefasst waren, sowie dem Geschäftsfeld Intermodal, das im kombinierten Verkehr tätig ist. Im Jahr 2016 wurde der Schienengüterverkehr vom Bereich Logistik getrennt und DB Schenker Rail in DB Cargo umbenannt. Die Logistikunternehmen der DB transportierten 2020 im Schienengüterverkehr 213 Millionen Tonnen Güter.

#### Infrastruktur

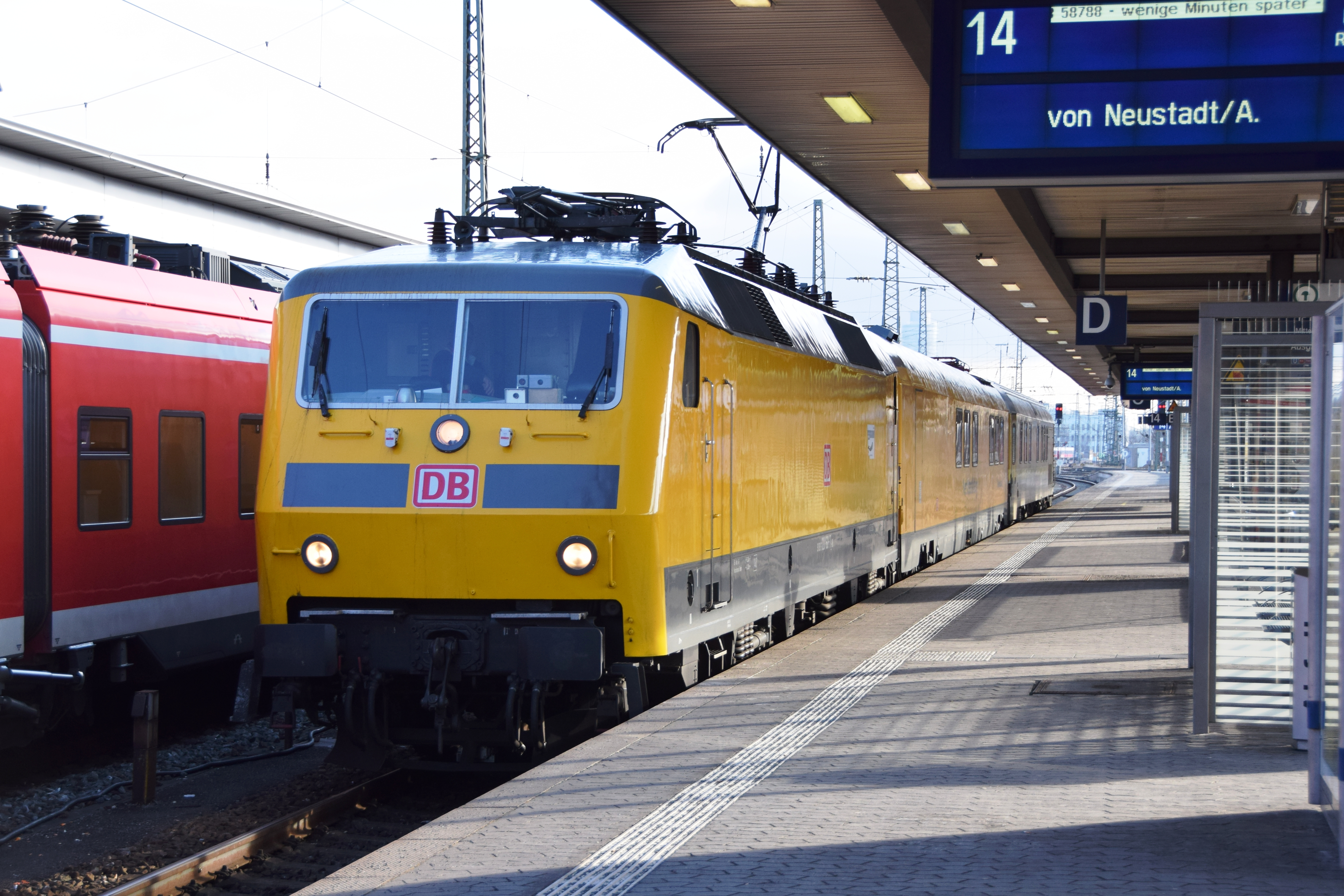
Messzug der DB InfraGO (ehem. Netz)

Das Ressort Infrastruktur ist in die Geschäftsfelder Schieneninfrastruktur, Personenbahnhöfe und Energie aufgeteilt.
Die für Bauüberwachung, Baubetriebsplanung und Instandhaltung zuständige DB Engineering & Consulting ist diesem Ressort ebenfalls zugeordnet, ohne einem Geschäftsfeld anzugehören. Im Januar 2024 wurden die Infrastruktursparten DB Netz und DB Station & Service zu einer neuen, gemeinwohlorientierten Gesellschaft zusammengeführt. Diese trägt den Namen „DB InfraGO“ und wurde im Dezember 2023 ins Handelsregister eingetragen.

### Organe

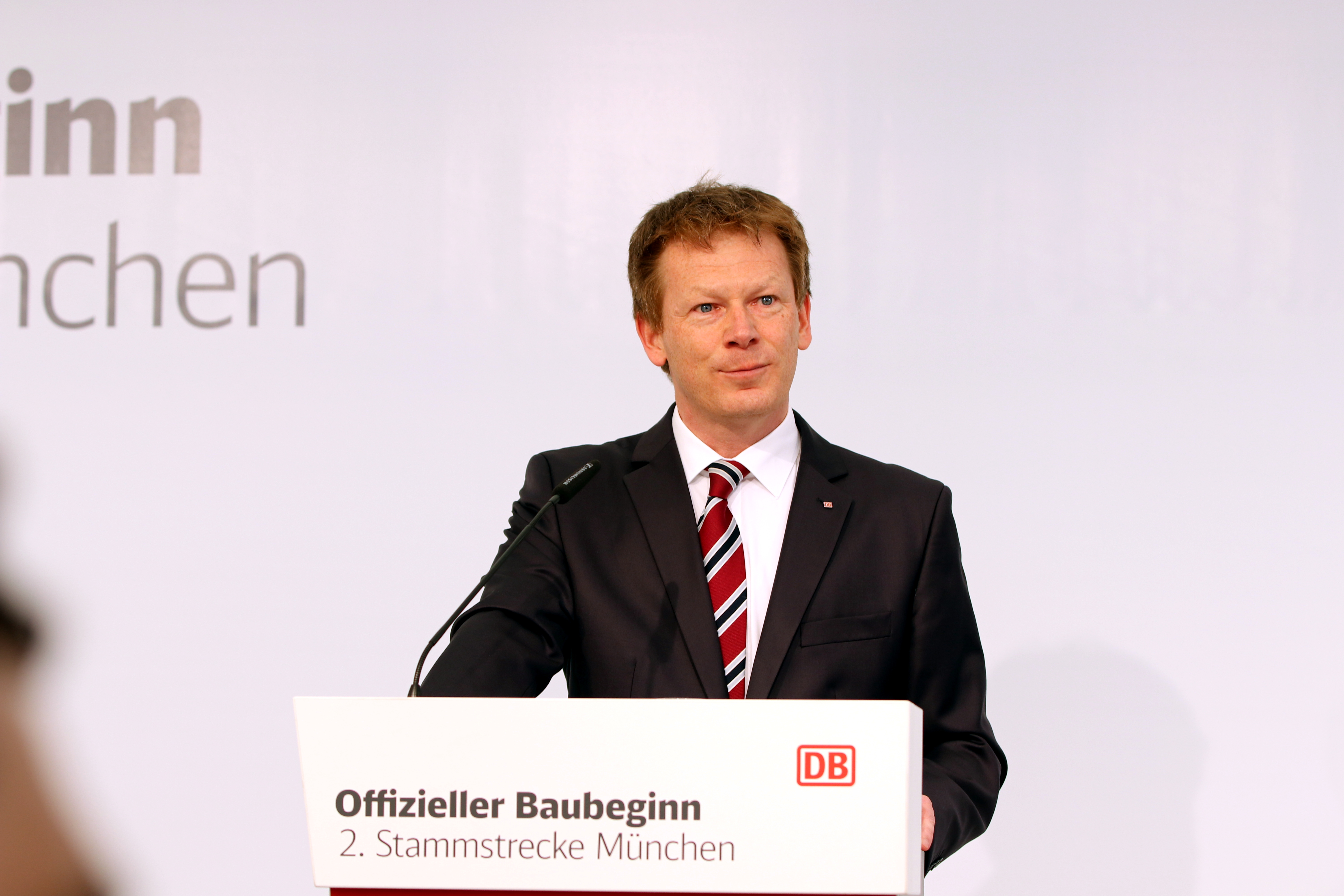
Bahn-Vorstandsvorsitzender Richard Lutz, 2017

#### Vorstand
Der Vorstand hat folgende Mitglieder:
- Richard Lutz (Vorstandsvorsitzender)[9]
- Berthold Huber, Vorstand Infrastruktur
- Martin Seiler, Vorstand Personal und Recht
- Daniela Gerd tom Markotten, Vorstand Digitalisierung und Technik
- Sigrid Nikutta, Vorstand Güterverkehr und Vorstandsvorsitzende DB Cargo
- Michael Peterson, Vorstand Fernverkehr und Vorstandsvorsitzender DB Fernverkehr
- Evelyn Palla, Vorstand Regionalverkehr und Vorstandsvorsitzende DB Regio

#### Aufsichtsrat
Zehn Mitglieder werden von der Hauptversammlung der Aktionäre gewählt, also vom Alleinaktionär (der Bundesrepublik Deutschland, vertreten durch das Bundesministerium für Verkehr) berufen. Zehn weitere Mitglieder werden von den Arbeitnehmern gewählt.
Vorsitzender des Aufsichtsrates ist seit September 2022 Werner Gatzer, damals Staatssekretär im Bundesfinanzministerium. Sein Stellvertreter ist Martin Burkert (Vorsitzender der Eisenbahn- und Verkehrsgewerkschaft EVG).
Weitere Mitglieder des Aufsichtsrates sind, Stand Februar 2024:
- Stefan Gelbhaar, Bündnis 90/Die Grünen (MdB bis Februar 2025)
- Anja Hajduk (Staatssekretärin im Bundesministerium für Wirtschaft und Klimaschutz)
- Susanne Henckel (Staatssekretärin im Bundesministerium für Digitales und Verkehr)
- Susanne Knorre (Unternehmensberaterin)
- Dorothee Martin, SPD (MdB)
- Daniela Mattheus (Rechtsanwältin)
- Michael Sven Puschel (Abteilungsleiter im Bundesministerium für Wirtschaft und Klimaschutz)
- Immo Querner (Unternehmensberater)
- Bernd Reuther, FDP (MdB)

#### Arbeitnehmervertreter
- Ralf Damde (Vorsitzender des Gesamtbetriebsrates DB Regio AG und stellv. Vorsitzender Konzernbetriebsrat DB AG)
- Jörg Hensel (Vorsitzender des Gesamtbetriebsrates DB Cargo AG)
- Cosima Ingenschay (Stellvertretende Vorsitzende der EVG)
- Alexander Kaczmarek (Konzernbevollmächtigter für die Länder Brandenburg, Berlin und Mecklenburg-Vorpommern)
- Heike Moll (Vorsitzende des Konzernbetriebsrates der DB AG)
- Manfred Scholze (Vorsitzender des Gesamtbetriebsrates DB Fernverkehr AG)
- Klaus-Peter Schölzke (Vorsitzender des Betriebsrates DB Regio AG, NL Görlitz)
- Veit Sobek (Experte Projekt- und Programmmanagement DB InfraGO AG)

#### Beiräte
Von 2002 bis 2017 existierte der „Bahnbeirat“, 2004 wurde ein Kundenbeirat gegründet.

## Geschichte

### Hintergrund
Die Staatsbahnen Europas, in Deutschland die Deutsche Bundesbahn, mussten Anfang der 1990er Jahre auf einen seit Jahrzehnten abnehmenden Verkehrsanteil der Schiene zurückblicken. Gleichzeitig wurde die weitere Zunahme des Kfz-Verkehrs als Schreckensszenario vorhergesagt. In dieser Situation forderte die Politik, dass die Bahn wieder Anteile zurückgewinnen müsse. Dabei wurden die staatlichen Monopole der Staatsbahnen als ineffizient betrachtet. Die Behördenbahnen waren nicht auf die wachsenden internationalen Beförderungen ausgerichtet. Verschiedene nationale Standards erschwerten den Betrieb zusätzlich. Mit der 1991 verabschiedeten EG-Richtlinie 91/440/EWG begann die Umstrukturierung des europäischen Eisenbahnmarktes. Die Bahnen sollten sich von der Behörde zum Unternehmen wandeln, die Schienennetze sollten auch für Mitbewerber offenstehen und ein Wettbewerb der Eisenbahnverkehrsunternehmen, die rechnerisch von den Infrastrukturunternehmen zu trennen waren, sollte stattfinden.

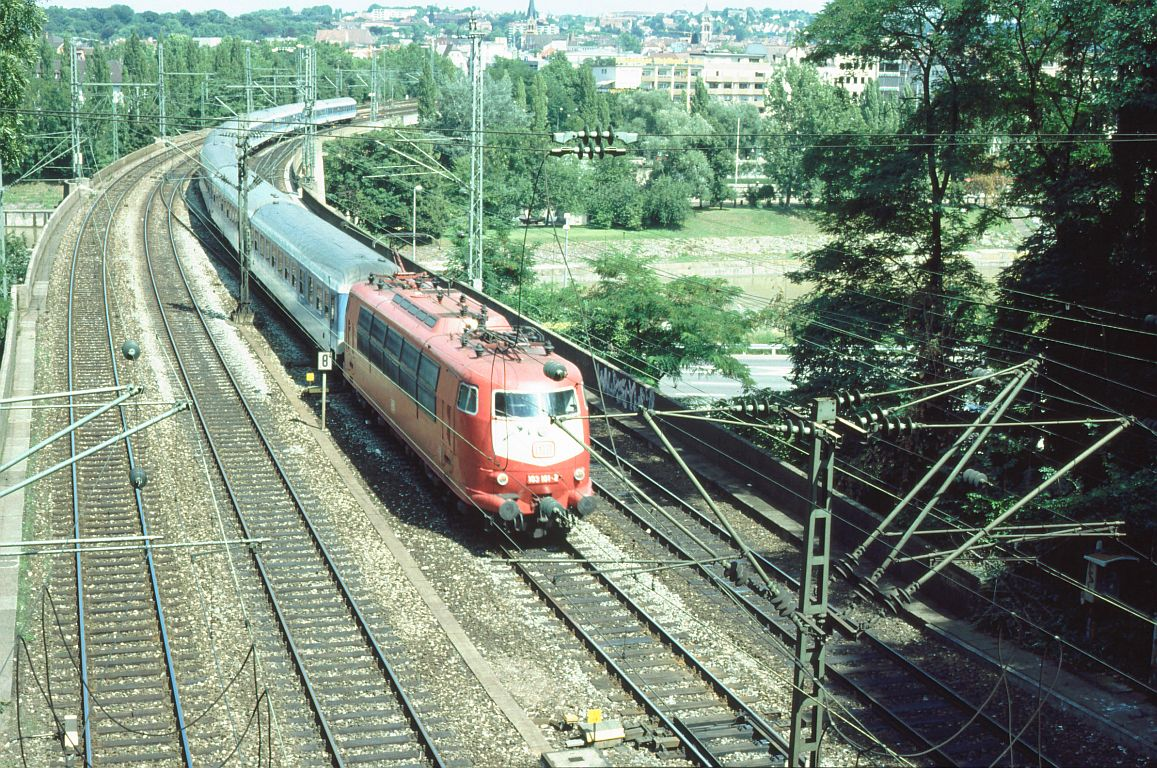
InterRegio-Zug der Deutschen Bundesbahn

### Bahnreform
In Deutschland erwirtschaftete die Bundesbahn 1993 allein 7,9 Milliarden Euro Verluste. Hinzu kam, dass die Deutsche Reichsbahn eingegliedert werden musste. In der ersten Stufe der Bahnreform wurden Bundesbahn mit der West-Berliner VdeR und Reichsbahn zum Bundeseisenbahnvermögen zusammengeführt. Zum 1. Januar 1994 übernahm das Eisenbahn-Bundesamt die aufsichtsbehördlichen Aufgaben. Während die Beamten der ehemaligen Bundesbahn das Bundeseisenbahnvermögen als Dienstherr bekamen, ging der unternehmerische Teil im Januar 1994 an die Deutsche Bahn AG über. Die neu geschaffene Deutsche Bahn AG sollte kunden- und marktorientiert agieren können und Gewinne erwirtschaften.
Die Gründungsurkunde des Unternehmens wurde am 1. Januar 1994 in einem Berliner Notariat unterzeichnet. Am 10. Januar 1994 wurde der Zusammenschluss der beiden ehemaligen deutschen Staatsbahnen am Berliner Ostbahnhof gefeiert.
Einhergehend mit der Rationalisierung und Modernisierung baute die Deutsche Bahn ihr Personal ab. Am 1. Januar 1996 wurde der Schienennahverkehr regionalisiert. Die Länder bestellten dabei mit Bundesmitteln Verkehrsleistungen direkt, weil die Aufgaben für den Nahverkehr an die Länder übergingen. Weitere Unternehmensbereiche wurden neu geschaffen, der Geschäftsbereich Traktion und Werke, der die Triebfahrzeuge verwaltete, zum 1. Januar 1998 aufgelöst, zahlreiche Unternehmensteile ausgegliedert. Schließlich wurden zum 1. Januar 1999 in einer gesetzlich vorgeschriebenen zweiten Stufe der Bahnreform die Geschäftsbereiche für Fernverkehr, Nahverkehr, Güterverkehr, Fahrweg und Personenbahnhöfe in Aktiengesellschaften umgewandelt, wodurch die Transparenz erhöht werden sollte. Im Zuge einer dritten Stufe war für 2002 geplant, die alles zusammenhaltende Holdinggesellschaft aufzulösen.

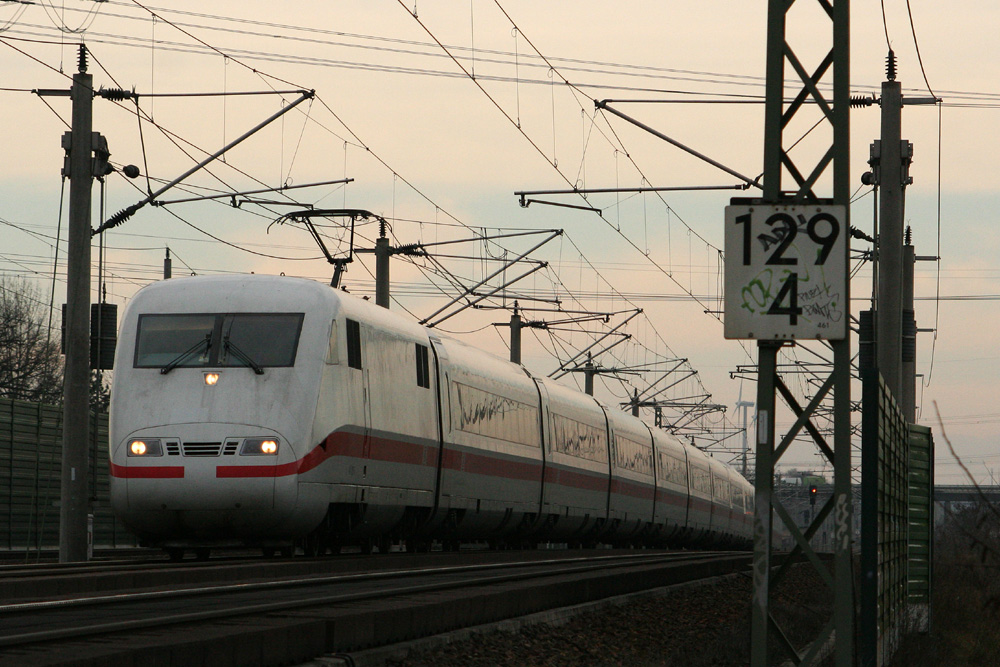
ICE 1 auf der Schnellfahrstrecke Hannover–Berlin nahe Wustermark

Mit der Schnellfahrstrecke Hannover–Berlin konnte am 24. Mai 1998 die dritte deutsche Eisenbahn-Neubaustrecke für Schnellverkehr eröffnet werden. Die Reisezeiten zwischen Berlin und vielen west- und süddeutschen Zielen verkürzten sich dadurch um etwa eine dreiviertel Stunde.
2002 übernahm das Unternehmen mehrheitlich die 1991 ausgegliederte Schenker von Stinnes zurück. Mit dem Fahrplanwechsel am 15. Dezember 2002 traten zahlreiche weitere Änderungen in Kraft. So wurde ein neues Preissystem in Kraft gesetzt, gleichzeitig erhielten 45.000 Mitarbeiter im Kundenkontakt neue Dienstkleidung. Zeitgleich wurden sieben Intercity-Express-Linien über die neue Schnellfahrstrecke Köln–Rhein/Main geführt. Zum 1. August 2003 wurde, nach einem Rückgang der Fahrgastzahlen im Fernverkehr um etwa zehn Prozent, das Preissystem wiederum überarbeitet.
Anfang Juli 2003 wurde der Unternehmensbereich Dienstleistungen gegründet. In ihm gingen die Geschäftsfelder DB Energie, DB Fuhrpark, DB Services, DB Telematik sowie die schwere Fahrzeuginstandhaltung auf.
Auch wenn die Deutsche Bahn anlässlich ihrer 10-Jahres-Feier ihre Erfolge pries, kamen Verkehrspolitiker zu einem differenzierten Ergebnis. Als Erfolg galt, dass sich der Bund nur noch bei Investitionen und Infrastrukturfragen einmischte, das tägliche Geschäft aber der Deutschen Bahn überließ. Auch bekam die Deutsche Bahn zunehmend mehr Wettbewerber und das operative Geschäft lief ohne Zuschüsse. Jedoch bezahlte die öffentliche Hand jährlich etwa zehn Milliarden Euro für die Bestellung des Nahverkehrs sowie für Erhalt und Ausbau der Infrastruktur. Der Güter- und Personenverkehr wuchs zwar, jedoch verlor der Schienengüterverkehr Anteile und der Verkehrsleistungsanteil im Personenverkehr stieg trotz des stark geförderten Nahverkehrs nur leicht. Damit wurde das Ziel der Bahnreform, mehr Verkehr auf die Schiene zu verlagern, nicht erreicht. Benedikt Weibel, ehemaliger Chef der Schweizerischen Bundesbahnen (SBB) sowie Präsident des Internationalen Eisenbahnverbands (UIC), sieht in der „Liberalisierungs- und Deregulierungswelle der 1990er Jahre“ die „Initialzündung für die unheilvolle Entwicklung“, die die Deutschen Bahn in eine Dauerkrise geführt habe. Ihre Infrastruktur sei inzwischen ein „Sanierungsfall“, nachdem „Unterhalt und Erneuerung […] über Jahrzehnte vernachlässigt“ worden seien.

### Beteiligungs- und Finanzentwicklung

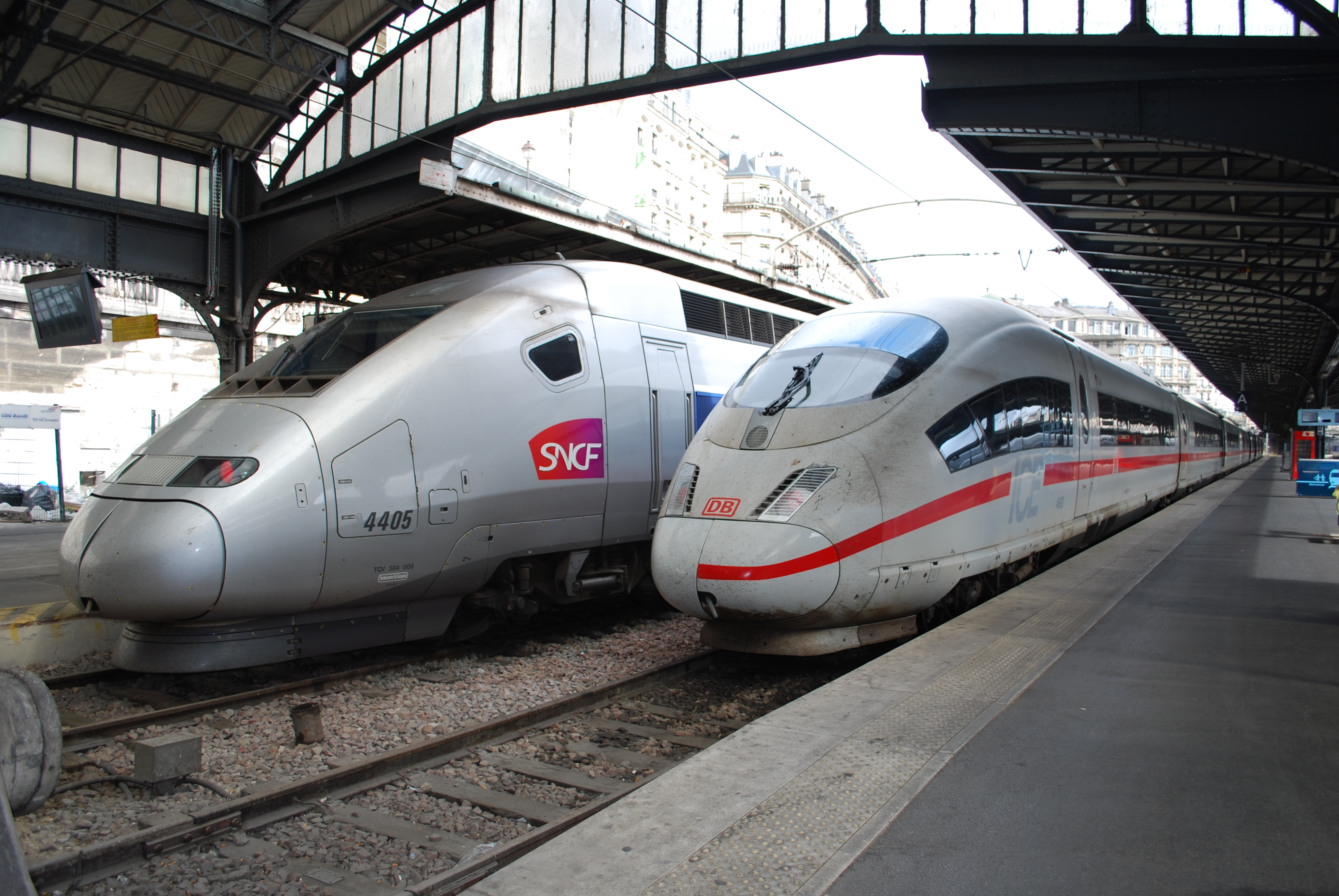
TGV POS und ICE 3M in Paris, 2012

Von Juni 2007 bis 2012 war die DB mit zehn Prozent an der europäischen Bahngesellschaft Thalys beteiligt. Am 10. Juli 2007 begann der von der Deutschen Bahn und der SNCF gemeinsam betriebene Schnellfahrverkehr zwischen Frankfurt am Main (über Mannheim–Kaiserslautern–Saarbrücken) mit dem Intercity-Express sowie München (ab 9. Dezember 2007) bzw. Stuttgart (über Karlsruhe–Straßburg) mit dem TGV POS nach Paris.
Im März 2010 kündigte die Deutsche Bahn ein öffentliches Übernahmeangebot mit einem Wert von 2,9 Milliarden Euro für das börsennotierte britische Transportunternehmen Arriva an. Der Verkauf wurde am 27. August 2010 abgeschlossen. Die Europäische Kommission hatte die Übernahme zuvor unter Auflagen genehmigt. Insbesondere musste die Deutsche Bahn binnen Jahresfrist das Deutschland-Geschäft des Arriva-Konzerns verkaufen. Dies erfolgte im Dezember 2010.
Seit 2011 schüttet die Deutsche Bahn AG als Aktiengesellschaft jährlich eine Dividende von etwa einer halben Milliarde Euro an den Eigentümer der Aktienanteile, in diesem Fall den Bund, aus. Das Unternehmen erwirtschaftete 2015 einen Verlust von 1,33 Milliarden Euro. Laut einem Pressebericht wollte der Bund der DB 2,4 Milliarden Euro zur Verfügung stellen, um eine finanzielle Schieflage des Konzerns abzuwenden und sich im Gegenzug einen stärkeren Einfluss auf das Unternehmen sichern. Zunächst war eine Erhöhung des Eigenkapitals um eine Milliarde Euro aus Haushaltsmitteln vorgesehen. Anschließend sollte der Bund für vier Jahre auf Dividenden in Höhe von 350 Millionen Euro pro Jahr verzichten.
Mit dem Fahrplanwechsel im Dezember 2017 wurde die Neubaustrecke Ebensfeld–Erfurt in Betrieb genommen, Reisezeiten auf der Achse zwischen Berlin, Halle/Leipzig, Nürnberg und München vielfach um ein bis zwei Stunden verkürzt.
Im Rahmen eines im September 2019 vorgelegten „Klimaschutzprogramms“ kündigte die Bundesregierung an, sich von 2020 bis 2030 mit jährlich einer Milliarde Euro Eigenkapital an der DB beteiligen zu wollen. Dadurch solle das Unternehmen in die Lage versetzt werden, zusätzliches Kapital zu investieren. Um den Investitionsbedarf der Deutschen Bahn zu decken, soll nach Anfang 2024 vorgelegten Plänen das Eigenkapital aus dem Bundeshaushalt um insgesamt 20 Milliarden Euro erhöht werden. 2024 und 2025 sind jeweils 5,5 Milliarden Euro vorgesehen, wofür der Bund Unternehmensbeteiligungen verkaufen will.

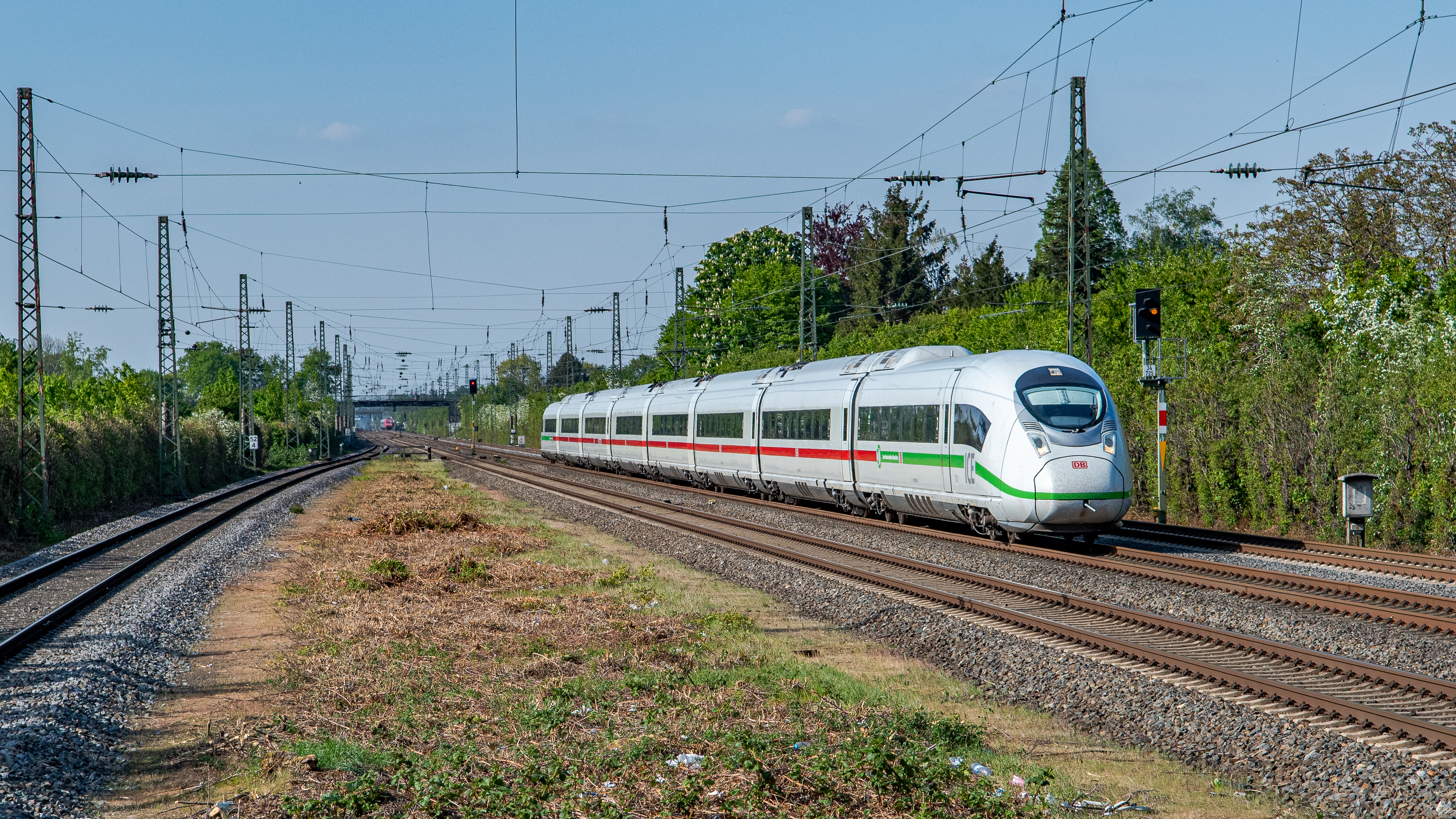
ICE des Typs Velaro in der Nähe von Angermund, Nordrhein-Westfalen

Im Zuge der COVID-19-Pandemie erwirtschaftete der Konzern bis Juni 2020 einen Verlust von 3,7 Milliarden Euro, bis Ende 2020 soll nochmals ein genauso hoher Verlust anfallen. Die Schulden des Konzerns liegen inzwischen bei fast 30 Milliarden Euro. Der Bund erwägt die Auszahlung von Corona-Hilfen über bis zu 6,7 Milliarden Euro. Eine EU-Genehmigung der Hilfen sowie der Eigenkapitalerhöhung steht aus. Die Schulden des Konzerns beliefen sich 2021 auf 29,1 Milliarden Euro und sanken 2022 auf 28,8 Milliarden Euro. Anfang September 2024 meldete die DB den Verkauf der DB-Schenker an das dänische Logistik-Unternehmen DSV.

### Infrastruktursparte

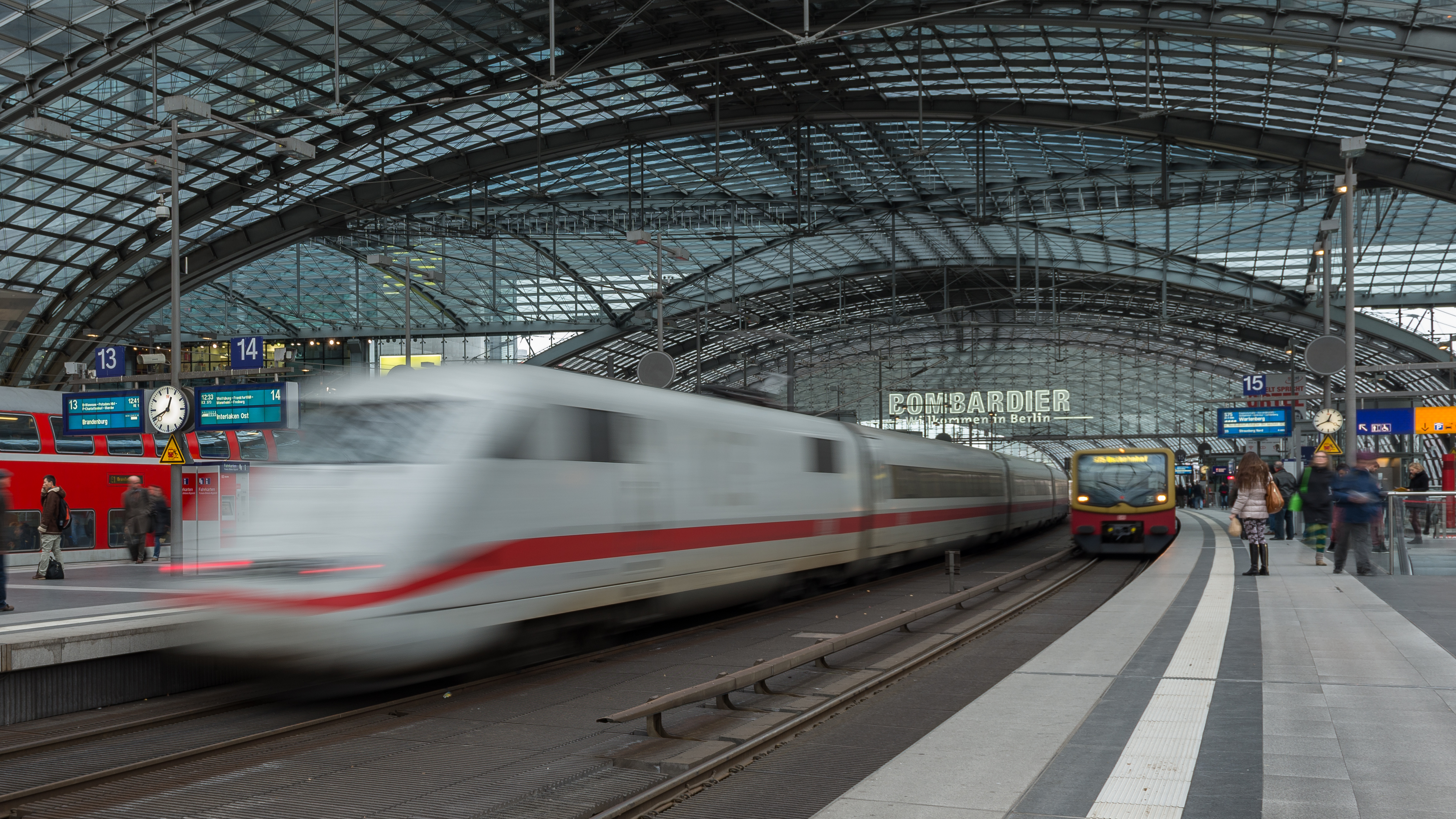
Berlin Hauptbahnhof

Am 12. Dezember 2004 wurde die Ausbaustrecke Berlin–Hamburg mit bis zu 230 km/h in Betrieb genommen. Die Reisezeit auf den 286 Schienenkilometern verkürzte sich dadurch auf anderthalb Stunden. In den folgenden Monaten stiegen die Fahrgastzahlen auf dieser Strecke stark an. Viele neue Strecken, wie der Tunnel Nord-Süd-Fernbahn (Tiergartentunnel), mit insgesamt sechs neuen Bahnhöfen (Berlin Hauptbahnhof, Gesundbrunnen, Jungfernheide, Potsdamer Platz, Südkreuz, Lichterfelde Ost) wurden mit dem kleinen Fahrplanwechsel im Mai 2006 in Betrieb genommen. Die Inbetriebnahme des neuen Berliner Bahnknotens sowie der Ausbaustrecke Berlin–Halle/Leipzig für 200 km/h sowie der Schnellfahrstrecke Nürnberg–Ingolstadt führte zu erheblich reduzierten Reisezeiten auf anderen Relationen. Im Dezember 2006 trat ein neuer Fahrplan in Kraft. Die Intercity-Express-Linien München–Nürnberg–Leipzig–Berlin–Hamburg und München–Nürnberg–Frankfurt–Köln–… verkehren seitdem im Stundentakt. Zwischen Nürnberg und München sowie zwischen Frankfurt und Köln wurde ein Intercity-Express-Halbstundentakt hergestellt, in Leipzig wurde ein stündlicher Intercity-Express-Anschluss von und nach Dresden geschaffen. Durch die Vollinbetriebnahme der Schnellfahrstrecke Nürnberg–Ingolstadt reduzierten sich viele Reisezeiten von und nach München um rund eine halbe Stunde. Auf der Franken-Sachsen-Magistrale lösten Regionalzüge die vormals eingesetzten Intercitys ab.
Im 2021 geschlossenen Koalitionsvertrag der Bundesregierung einigten sich die SPD, Bündnis 90/Die Grünen sowie die FDP auf eine Reform der bisherigen Infrastruktursparten der DB AG.
Die Unternehmen DB Netz und DB Station&Service wurden infolgedessen zum 1. Januar 2024 zur gemeinwohlorientierten Infrastruktursparte DB InfraGO zusammengeführt und bleiben Teil der Deutschen Bahn. Überschüsse der neuen Infrastrukturgesellschaft sollen dort verbleiben und für die Sanierung und Ausbau des deutschen Eisenbahnnetzes aufgewandt werden. Hierdurch soll der Wettbewerb unter den Eisenbahnunternehmen gestärkt werden. Des Weiteren wird im Bundesministerium für Verkehr und Digitales eine Arbeitsgruppe geschaffen, die sich um die Koordinierung der Deutschen Bahn und ihrer Baustellen kümmert.

## Entwicklungen

### Rückblick

#### Privatisierungspläne bis 2011
Ende Juni 2006 sprach sich der Aufsichtsrat der DB in einer öffentlichen Erklärung explizit für einen Börsengang des Unternehmens aus. Im Mai 2008 wurde dabei ein anteiliger Verkauf von Unternehmensanteilen an private Investoren für Herbst 2008 angestrebt; anfangs sollten maximal 49,9 % der Aktien der Deutschen Bahn verkauft werden. In der Debatte wurden im Wesentlichen fünf verschiedene Modelle diskutiert, die von einem Konsortium von Gutachtern um die US-Fa. Booz Allen Hamilton hinsichtlich ihrer Wirkungen unter anderem auf mögliche Privatisierungserlöse, Effekte für die öffentlichen Haushalte und Wettbewerb im Schienenverkehr untersucht wurden. Die diskutierten Modelle reichten von einer Veräußerung von Anteilen des bestehenden (vertikal) integrierten Konzerns bis zu einem vollständigen Verkauf der privatisierten Transportbetriebe nach erfolgter Trennung von Transport-Dienstleistung und Schienennetz-Infrastruktur.
Im weiteren Verlauf der Diskussion um den Anteilsverkauf wurde der Bereich Infrastruktur aus den Verkaufsabsichten herausgenommen. Dazu verständigte sich am 9. November 2006 der damalige Koalitionsausschuss grundsätzlich auf die teilweise durchzuführende Kapital-Privatisierung der Deutschen Bahn AG, jedoch ohne Netz und Bahnhöfe. Dann sollten nur noch die Unternehmensbereiche Personenverkehr, Logistik und Dienstleistungen teilweise veräußert werden. Zu diesem Zweck wurden diese Geschäftsfelder im Jahr 2008 unter dem Dach der 100%igen Tochtergesellschaft DB Mobility Logistics AG gebündelt. Ende 2008 wurde – angesichts oder anlässlich der Finanzkrise ab 2007 – die geplante Kapitalprivatisierung auf unbestimmte Zeit verschoben. Im Januar 2011 wurde der Börsengang de facto ganz abgesagt. Im März 2011 bekräftigte Bahnchef Rüdiger Grube erneut, dass ein Börsengang vorerst kein Thema sei.
Gegner der Bahnprivatisierung waren der Ansicht, dass analog der Entwicklung in Großbritannien Streckeneinstellungen und Angebotsverschlechterungen die unmittelbaren Folgen einer Privatisierung wären. Das Bündnis Bahn für alle argumentierte z. B., dass die staatlichen Zuschüsse für den Bahnbetrieb auch nach einer Privatisierung nicht sinken werden, ein Sparzwang zum Zweck der Aufbringung der Mittel für eine Dividende jedoch zu Serviceverschlechterungen führen würde. Die DB ging von einer auszuschüttenden Dividende in Höhe von 3 bis 4 Prozent aus. Eine Studie im Auftrag des Bundesverbands der deutschen Industrie sowie des deutschen Industrie- und Handelskammertags kam zum Ergebnis, dass die Bahn nach einer Privatisierung zur Erfüllung der Rendite-Erwartungen von Investoren Netzausbauten und Erhaltungsmaßnahmen zurückfahren müsse und/oder sie vom Bund finanzieren lassen müsse. Die Erfüllung der Renditeerwartung sei nur möglich, wenn der Staat entsprechend subventioniere. Die Subventionierung einer privatisierten Bahn zugunsten privater Investoren wurde in der Studie als Problem für die politische Durchsetzung einer Privatisierung genannt.

#### Trennung von Netz und Betrieb

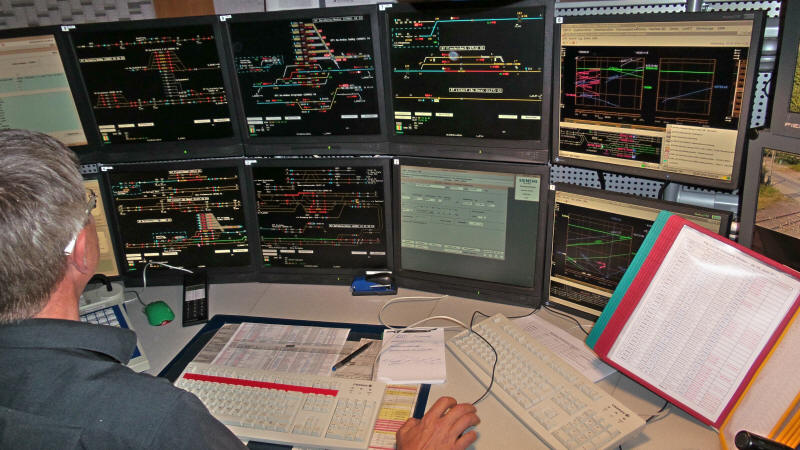
Arbeitsplatz in einer Betriebszentrale der DB in Duisburg

Umstritten ist, ob die Eisenbahn-Verkehrsunternehmen des DB-Konzerns (z. B. DB Regio, DB Fernverkehr) von dessen Eisenbahn-Infrastruktur-Unternehmen (z. B. DB Netz, DB Energie) vollständig getrennt werden sollen. Die Europäische Kommission hat aufgrund der mangelnden Unabhängigkeit von DB Netz innerhalb der Holding-Struktur ein Vertragsverletzungsverfahren gegen die Bundesrepublik Deutschland eingeleitet. Der Europäische Gerichtshof hat die Klage in einem Urteil am 28. Februar 2013 abgewiesen. Laut Angaben der Europäischen Kommission gebe es Anzeichen, dass die Deutsche Bahn die Zugangskonditionen von Konkurrenten diktierte.
Die Monopolkommission empfahl in einem Sondergutachten im September 2009, durch eine schnelle Privatisierung der Transportsparte der Deutschen Bahn die Unabhängigkeit der Infrastruktur herzustellen. Nur so könnten faire Wettbewerbsbedingungen zum Vorteil der Verbraucher geschaffen werden. Mitte November 2013 kündigte die Europäische Kommission an, die Bundesrepublik Deutschland vor dem Europäischen Gerichtshof wegen vermuteter unerlaubter Beihilfen zu verklagen. Das Verfahren gegen die Deutsche Bahn führte zu einer Entscheidung des Europäischen Gerichtshofs im Jahr 2015. Die EU-Kommission hatte der Deutschen Bahn vorgeworfen, ihre marktbeherrschende Stellung im Schienenverkehrssektor missbraucht zu haben. Der Gerichtshof bestätigte die Befugnisse der EU-Kommission, Inspektionen bei der Deutschen Bahn durchzuführen; die Folgen des Verfahrens waren weitreichend: Die Deutsche Bahn musste ihre Geschäftspraktiken überprüfen, um sicherzustellen, dass sie den EU-Wettbewerbsregeln entsprechen. Dies hatte auch Auswirkungen auf die Transparenz und die Trennung von Infrastruktur- und Transportdienstleistungen innerhalb des Unternehmens.

### Ausblick

Die Baureihe 490 der S-Bahn Hamburg

#### Digitalisierung
Seit 2017 hat die Deutsche Bahn einen Vorstand für Digitalisierung, der seit dem 15. September 2021 mit Daniela Gerd tom Markotten besetzt ist.
Im September 2018 kündigte die Bahn zudem an, im Rahmen des Programms „Digitale Schiene Deutschland“ das Streckennetz deutschlandweit umzurüsten. Bis 2040 soll dieses vollständig digitalisiert und mit digitalen Stellwerken sowie dem Zugbeeinflussungssystem ETCS ausgerüstet werden. Zudem sollen nationale Barrieren zwischen den europäischen Bahnnetzen abgebaut und somit der Güterverkehr gestärkt werden. Das damalige Bundesministerium für Verkehr und digitale Infrastruktur unter Minister Andreas Scheuer hat der DB für dieses Vorhaben die Unterstützung des Bundes zugesagt. Das Beratungsunternehmen McKinsey hat die Kosten auf rund 30 bis 35 Milliarden Euro geschätzt. Zu den ersten in Umsetzung befindlichen Projekten zählt die teilweise Ausrüstung der S-Bahn Hamburg sowie der Digitale Knoten Stuttgart.

#### „Agenda für eine bessere Bahn“
Aufgrund der anhaltend schlechten Pünktlichkeit im Fernverkehr (70,4 % im November 2018) sowie Wartungsmängeln und einer negativen Entwicklung im Schienengüterverkehr der DB verlangten Aufsichtsrat und Politik auf Drängen der Öffentlichkeit hin ein Konzept des Bahnvorstandes, welches kurz- und mittelfristig für Verbesserungen sorgen soll. Bahnchef Richard Lutz und die anderen Mitglieder des DB-Vorstandes haben daraufhin in einer Sitzung mit dem damaligen Bundesministerium für Verkehr und digitale Infrastruktur am 17. Januar 2019 einen „Fünf-Punkte-Plan“ vorgestellt. Dieser sollte noch im selben Jahr durchgeführt werden und sah unter anderem eine Steigerung der Pünktlichkeit im Fernverkehr auf 76,5 % (Jahresschnitt), eine Stärkung des Schienengüterverkehrs sowie durch die Bundesregierung geförderte Investitionen in die Infrastruktur in Höhe von 11 Milliarden Euro vor.
Im März 2019 kündigte das Unternehmen zudem an, im Fernverkehr die Reisenden-Pünktlichkeit zu erfassen und zu veröffentlichen, die auch Anschlussverluste von Reisenden berücksichtigt.

#### Konzernstrategie „Starke Schiene“
Auf die „Agenda für eine bessere Bahn“, die im Januar 2019 vorgestellt wurde, folgte im Juni 2019 die neue Konzernstrategie „Starke Schiene“. Darin wurde festgelegt, dass die DB sich in den kommenden Jahren verstärkt ihrem Kerngeschäft, der Eisenbahn und Mobilitätsdienstleistungen in Deutschland, widmen will. Gleichzeitig sollen Güterverkehr, der ÖPNV mit DB Regio und der Fernverkehr gestärkt und neue Kunden gewonnen werden. Der Konzern will dies durch massive Investitionen in die Infrastruktur sowie in Personal (geplant sind 100.000 neue Mitarbeiter in den kommenden Jahren) und Technik erreichen. Gleichzeitig spielen der Deutschlandtakt und die Digitalisierung des bestehenden Netzes eine große Rolle. Der Bund und Verkehrsminister Andreas Scheuer haben finanzielle Unterstützung zugesichert, insofern sich rasch konkrete Verbesserungen zeigen.
Im März 2023 hat der Bundesrechnungshof in einem Sonderbericht zur Dauerkrise der Deutschen Bahn AG die „avisierte Fokussierung in der Konzernstrategie ‚Starke Schiene‘“ als „eine weitgehend wirkungslose Worthülse“ bewertet.

#### Aktuelle Umbrüche der bisherigen Konzernstrategien und Fokus auf das deutsche Eisenbahnsystem
Seit Ende der 2010er Jahre ist ein Umbruch bei der Deutschen Bahn festzustellen. Man erkennt eine Umkehrung der bisherigen Strategie des Fokus von Verkauf und Abbau der bahneigenen Infrastruktur hin zu einem sukzessiven Ausbau der Kapazitäten. So sollen die einzelnen infrastrukturellen Gesellschaften der DB, bestehend aus DB Station&Service, die DB Netz die DB Energie und die Deutsche Umschlaggesellschaft Schiene-Straße (DUSS), zu einer gemeinwohlorientierten und staatlichen DB Infrastrukturgesellschaft zusammengeschlossen werden, die keinem Gewinndruck mehr unterliegen soll. Seit Januar 2024 übernimmt die DB InfraGO die Geschäfte der DB Netz und DB Station&Service. Zudem stoppt die Deutsche Bahn den Verkauf von Bahnhofsgebäuden im gesamten Bundesgebiet seit 2022 und versucht durch neue Verkehrshalte im ländlichen Raum wieder Verkehrspotenzial zu gewinnen (2018: 5663 Stationen zu 2022: 5699 Stationen).
Ebenso stieß die DB mit kommunalen Aufgabenträgern und dem Bund 2021 die Reaktivierung von 20 stillgelegten Eisenbahnstrecken an. Hierdurch sollen für den Schienenpersonennahverkehr und den Schienengüterverkehr alte Korridore und Trassen wieder neu erschlossen werden. Das unternehmenseigene Schienennetz wuchs von seinem absoluten Tiefststand 2015 mit 33.193 km bis 2022 wieder auf 33.469 km an. Ebenso stärkte die Bundesregierung die Gleisanschlussförderung und die dazugehörige Infrastruktur zur Bildung von Zügen in Form von Abstellgleisen und Zugbildungsanlagen, damit entgegen der letzten Jahrzehnte wieder mehr Güterverkehr von den deutschen Bahnen (auch durch DB Cargo) abgewickelt werden kann. In großer Kritik von Seiten des Bundesrechnungshofes steht, dass die Deutsche Bahn in ihrer Gesamtheit noch als Aktiengesellschaft firmiert, obwohl sie nicht mehr an die Börse gebracht werden soll sowie ihre Infrastruktur ab 2024 gemeinwohlorientiert ausgerichtet sein soll.
Im Oktober 2023 gab die Deutsche Bahn den Verkauf ihres Tochterunternehmens Arriva, das in zehn europäischen Ländern Busbetriebe, Autohäuser, Sprachschulen und weitere Geschäfte betrieb und Verluste schrieb, für 1,6 Mrd. Euro an den US-Konzern I Squared Capital bekannt. Das Geld aus der Transaktion möchte die Deutsche Bahn in die Modernisierung und den Ausbau der Infrastruktur sowie dem verbesserten Bahntransport aufwenden.

## Kennzahlen

Personenverkehrsleistung der Eisenbahn in Deutschland im Vergleich zum gesamten motorisierten Verkehr (in Mrd. Personenkilometern).

Entwicklung der Mitarbeiterzahlen der Deutschen Bahn
In Deutschland finden im Schnitt täglich etwa 40.000 Zugfahrten statt. Ein großer Teil dieser Fahrten wird von Eisenbahnverkehrsunternehmen des DB-Konzerns durchgeführt. Das Schienennetz der Deutschen Bahn gilt nach dem Schweizer SBB-Netz, dem tschechischen ČD-Netz und dem belgischen Eisenbahnnetz als das viertdichteste in Europa (Vatikan und Monaco nicht berücksichtigt). Zwischen 1994 und 2018 wurden mehr als 5400 Kilometer des DB-Streckennetzes stillgelegt. Laut Statistiken des Eisenbahn-Bundesamtes und der Zahlen aus den Geschäftsberichten ist dieser Trend jedoch rückläufig. Im Jahr 2019 nutzten 150,7 Millionen Passagiere die Fernzüge der DB. Der Anteil im Fernverkehr soll 2024 auf über 180 Millionen Passagiere ansteigen.
Rund 223.000 Mitarbeiter arbeiteten 2024 in Deutschland. Weltweit waren es 2023 rund 235.000 Mitarbeiter. Im Jahr 2019 belegte die DB Platz 19 der beliebtesten Arbeitgeber in Deutschland. Der Deutschen Bahn waren zum Frühjahr 2018 rund 26.500 Beamte sowie etwa 3500 beurlaubte Beamte zugewiesen. Basierend auf der geltenden Arbeitsgrenze von 65 Jahren soll deren Zahl bis 2025 auf rund 15.500 und bis 2035 auf rund 1600 sinken. Ab 2041 werden, bei einer Grenze von 65 Jahren, keine Beamten bei der DB AG mehr tätig sein. Das Unternehmen zahlt dem Bundeseisenbahnvermögen für die ihm unterstellten Beamten die Aufwendungen, die für vergleichbare Angestellte anfallen würden. 2006 wandte das Unternehmen hierfür insgesamt 1,537 Milliarden Euro auf. Der Zugang zur Beamtenlaufbahn der ehemaligen Deutschen Bundesbahn war bereits 1992 geschlossen worden. Das Unternehmen rechnete bis 2015 mit einem Anstieg des durchschnittlichen Alters der Beschäftigten auf über 50 Jahre.
Ab 2011 schüttete das Unternehmen eine Dividende in Höhe von 500 Millionen Euro an den Bund als Alleineigentümer aus. Im Jahr 2012 wurde eine Dividende von 525 Millionen Euro ausgezahlt, 2013 200 Millionen Euro, 2014 waren es 700 Millionen Euro sowie in den Jahren 2015 und 2016 je 850 Millionen Euro. Ab 2017 senkte die Bahn die Dividendenausschüttung auf 600 Millionen Euro. Seit einigen Jahren fließt die Dividende vollständig zurück an das Unternehmen. Die „Bahndividende“ wird im Zuge des Finanzierungskreislaufes Schiene gezahlt, die „Dividende“ lag 2020 bei 650 Millionen Euro.
Die langfristige Kreditwürdigkeit der Deutschen Bahn wird von der Ratingagentur Standard & Poor’s mit der Note „AA−“ bewertet (Stand der Aussage: Dezember 2020). Seit 2021 sinken die Gesamtschulden der DB wieder leicht von 29,1 Mrd. Euro auf 28,8 Mrd. Euro im Jahre 2022.
|                                                                                | 2003    | 2004    | 2005    | 2006    | 2007    | 2008    | 2009    | 2010    | 2011    | 2012    | 2013    | 2014    | 2015    | 2016    | 2017    | 2018    | 2019    | 2020    | 2021    | 2022    | Anmerkung                                           |
| ------------------------------------------------------------------------------ | ------- | ------- | ------- | ------- | ------- | ------- | ------- | ------- | ------- | ------- | ------- | ------- | ------- | ------- | ------- | ------- | ------- | ------- | ------- | ------- | --------------------------------------------------- |
| Konzernumsatz (in Mrd. €)                                                      | 28,228  | 23,963  | 25,055  | 30,053  | 31,309  | 33,452  | 29,335  | 34,410  | 37,979  | 39,296  | 39,119  | 39,720  | 40,5    | 40,57   | 42,7    | 44,065  | 44,43   | 39,9    | 47,0    | 56,296  |                                                     |
| Konzernergebnis (EBIT) (in Mrd. €)                                             | 0,465   | 0,951   | 1,352   | 2,477   | 2,895   | 2,483   | 2,208   | 1,817   | 2,177   | 2,529   | 1,767   | 1,830   | −0,154  | 1,461   | 1,688   | 2,111   | 1,837   | −2,903  | −1,552  | 1,253   |                                                     |
| Konzernbilanzsumme (Mrd. €)                                                    | 47.647  | 46,348  | 47,101  | 48,440  | 48,529  | 48,193  | 47,303  | 52,003  | 51,791  | 52,525  | 52,894  | 55,883  | 56,059  | 56,324  | 56,436  | 58,527  | 65,828  | 65,435  | 71,84   | 76,303  |                                                     |
| Mitarbeiter                                                                    | 242.759 | 225.512 | 216.389 | 229.200 | 237.078 | 240.242 | 239.828 | 276.310 | 285.319 | 287.508 | 295.653 | 295.763 | 297.202 | 306.368 | 310.935 | 318.528 | 323.944 | 322.768 | 323.716 | 324.136 | Vollzeit, TZ anteilig eingerechnet                  |
| Bahnhöfe und Haltepunkte                                                       | 5.665   | 5.697   | 5.707   | 5.730   | 5.699   | 5.718   | 5.707   | 5.700   | 5.685   | 5.645   | 5.668   | 5.676   | k. A.   | k. A.   | k. A.   | 5.663   | 5.679   | 5.691   | 5.693   | 5.699   |                                                     |
| Unternehmenseigenes Schienennetz (km)                                          | 35.593  | 34.718  | 34.211  | 34.122  | 33.978  | 33.862  | 33.721  | 33.723  | 33.576  | 33.505  | 33.448  | 33.426  | 33.193  | 33.241  | 33.348  | 33.299  | 33.423  | 33.399  | 33.401  | 33.469  | ein Großteil des deutschen Vollbahnnetzes           |
| Beförderungsleistung Personenverkehr:                                          |         |         |         |         |         |         |         |         |         |         |         |         |         |         |         |         |         |         |         |         |                                                     |
| Reisende (Mrd.)                                                                | 1,682   | ≈ 1,695 | ≈ 1,785 | 1,854   | ≈ 1,835 | 1,919   | 1,908   | 1,950   | 1,981   | 2,035   | 2,235   | 2,254   | 2,251   | 2,365   | 2,564   | 2,581   | 2,603   | 1,499   | 2,931   | 3,751   | nur Schienenverkehr, ab 2008 inkl. Auslandsgeschäft |
| Personenkilometer (Mrd.)                                                       | 69,534  | 70,260  | 72,554  | 74,788  | 74,792  | 77,791  | 76,772  | 78,582  | 79,228  | 88,433  | 88,746  | 88,407  | 88,636  | 94,698  | 95,854  | 97,707  | 98,402  | 51,933  | 50,831  | 82,642  | ab 2008 inkl. Auslandsgeschäft                      |
| Beförderungsleistung Güterverkehr:                                             |         |         |         |         |         |         |         |         |         |         |         |         |         |         |         |         |         |         |         |         |                                                     |
| Güterbeförderung (Mio. Tonnen)                                                 | 282,3   | 283,6   | 266,5   | 307,6   | 312,8   | 378,7   | 341,0   | 415,4   | 411,6   | 398,7   | 390,1   | 329,1   | 300,2   | 277,4   | 271,0   | 255,5   | 232     | 213,1   | 226,5   | 222,3   |                                                     |
| Tonnenkilometer (Mrd.)                                                         | 79,864  | 83,982  | 83,111  | 96,388  | 98,794  | 113,634 | 93,948  | 105,794 | 111,980 | 105,894 | 104,259 | 102,871 | 98,445  | 94,698  | 92,651  | 88,237  | 85,005  | 78,670  | 84,850  | 84,468  |                                                     |
| Betriebsleistung auf dem DB-Schienennetz (DB InfraGO AG, bis 2023 DB Netz AG): |         |         |         |         |         |         |         |         |         |         |         |         |         |         |         |         |         |         |         |         |                                                     |
| Trassenkilometer Züge des DB-Konzerns (Mio.)                                   | 917,8   | 912,7   | 887,7   | 888     | 902     | 881     | 832,6   | 839     | 832     | 808     | 788     | 784     | 751     | 733     | 728     | 737     | 767,3   | 677,8   | 680,3   | 692,6   |                                                     |
| Trassenkilometer externer Unternehmen (Mio.)                                   | 70,4    | 88      | 110     | 128     | 147     | 162     | 170,4   | 195     | 219     | 231     | 247     | 260     | 290     | 321     | 331     | 349     | 368,3   | 385,5   | 414,3   | 419,8   |                                                     |
| Trassenkilometer gesamt (Mio.)                                                 | 988     | ≈ 1001  | ≈ 978   | 1016    | 1049    | 1043    | 1003    | 1034    | 1051    | 1039    | 1035    | 1044    | 1041    | 1054    | 1059    | 1086    | 1090    | 1066    | 1109    | 1133    |                                                     |

## Kontroversen

### Unpünktlichkeit und mangelnde Zuverlässigkeit
Nach unternehmenseigenen Berechnungen kamen im Jahr 2020 95,2 % aller Züge im Personenverkehr der DB pünktlich am Ziel an. Laut Definition des Unternehmens wird das Ankommen als pünktlich gewertet, wenn die Ankunftszeit laut Fahrplan um weniger als 6 Minuten überschritten wurde. Im Jahr 2020 waren 81,8 % der Fernverkehrszüge pünktlich. 2017 kamen 0,7 % der gestarteten Züge nicht am Zielbahnhof an. 0,3 % der geplanten Züge sind erst gar nicht abgefahren. Diese Züge werden nicht in der Pünktlichkeitsstatistik berücksichtigt. Um die Zuverlässigkeit der Bahn im Personenverkehr zu bewerten, werden vorrangig die Verspätungen im Fernverkehr herangezogen, da Verspätungen oder Ausfälle im Nahverkehr in der Regel leichter vom Fahrgast ausgeglichen werden können. Zwischen 2010 und 2019 bewegte sich die Pünktlichkeit im Fernverkehr der Deutschen Bahn ohne klare Tendenzen zwischen 73 und 80 %, im Jahr 2020 stieg sie auf ein 15-Jahre Rekordhoch von 82 %, fiel im Folgejahr 2021 allerdings wieder auf 75 %. In den Jahren 2022, 2023 und 2024 fiel die Pünktlichkeit im Fernverkehr mit je 65 %, 64 % und schließlich 62,5 % auf den historischen Tiefstwert seit mindestens 21 Jahren.

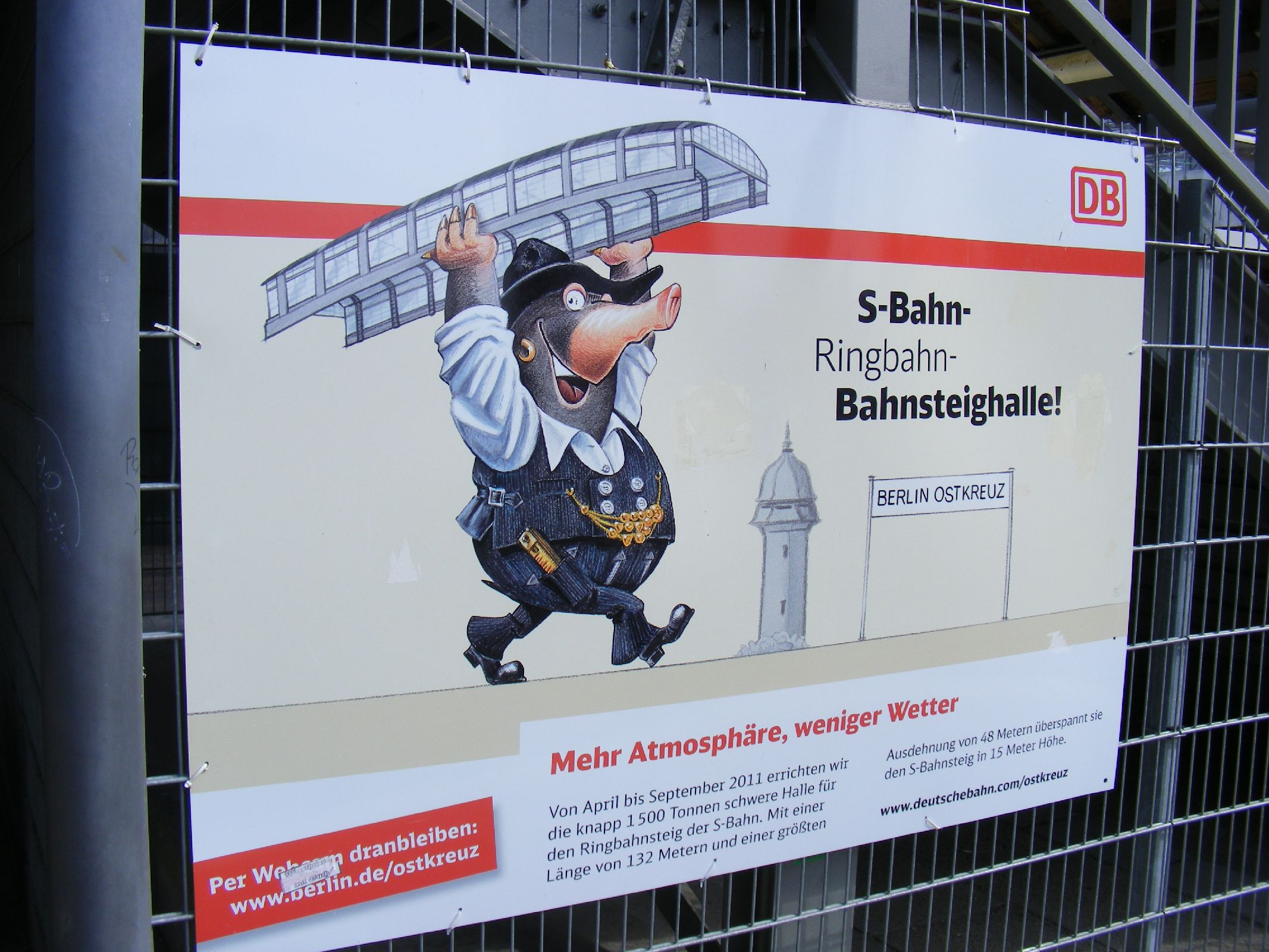
Bahn-Maskottchen Max Maulwurf auf einem Baustellenplakat, 2011

Als Hauptursache für die Unzuverlässigkeit werden der Sanierungsstau und das zurückgebaute Schienennetz verantwortlich gemacht. Der Sanierungsstau, mit über 850 Baustellen pro Tag, sei auf die Renditebestrebungen der Deutschen Bahn und die daher vernachlässigten Baustellen(koordinierungen) zurückzuführen. Auch das seit den 2000er-Jahren zurückgebaute Schienennetz basiert auf Sparmaßnahmen, die aus dem Privatisierungs-Konflikt, zwischen Konzerninteresse und Gemeinwohl, resultieren. Des Weiteren macht das ZDF auch mangelndes Personal, das Eisenbahngesetz, welches die Attraktivität von Reparaturen mindere, und die globalen Aktivitäten der Bahn, welche den Fokus auf den hiesigen Verkehr reduzieren würden, verantwortlich. Das Projekt zur Generalsanierung soll zwischen 2024 und 2030 umgesetzt werden; es sieht zahlreiche Streckensperrungen von jeweils mehreren Monaten Länge vor, um möglichst viele Arbeiten gleichzeitig durchführen zu können.

### Entschädigungsforderungen
Als direkte Nachfolgerin der Deutschen Reichsbahn in der Zeit des Nationalsozialismus und der Deutschen Reichsbahn in der Deutschen Demokratischen Republik sieht sich die Deutsche Bahn AG seit dem Jahr 2014 vermehrt mit Entschädigungsforderungen konfrontiert. Die Deutsche Reichsbahn war in besonderem Umfang an Zwangsarbeit in der Zeit des Nationalsozialismus beteiligt. Die Jüdische Gemeinde Thessaloniki forderte mit der Unterstützung der Initiative Zug der Erinnerung Entschädigungszahlungen für die 58.000 deportierten griechischen Juden, die mit Hilfe der Deutschen Reichsbahn in die Konzentrationslager abtransportiert wurden. Die Fahrkosten der Häftlinge zu ihrem Tod mussten durch die Gefangenen selbst getragen werden. Die Union der Opferverbände Kommunistischer Gewaltherrschaft fordert für ehemalige Zwangsarbeiter der DDR entsprechende Entschädigungen.

### Datenaffäre 2009
Im Januar 2009 geriet die Deutsche Bahn wegen eines Skandals im Bereich der Mitarbeiterüberwachung in die Schlagzeilen, weil sie wiederholt Stammdaten ihrer Beschäftigten (unter anderem Anschriften, Telefonnummern und Bankverbindungen) mit anderen Datenbanken abgeglichen hatte. Im weiteren Verlauf wurden Fälle bekannt, in denen Bankkonten, Privatkontakte und weitere persönliche Informationen eingeholt und ausgewertet wurden. So wurden beispielsweise Videoaufnahmen von Tankstellen besorgt, die Mitarbeiter ansteuerten. In mindestens neun Fällen wurde der Berliner Recherchedienst Network Deutschland GmbH zur Überprüfung von Mitarbeitern, deren Ehepartnern, Lieferanten und sonstigen Vertragspartnern beauftragt. Auch von der Gewerkschaft Transnet wurde das Unternehmen mindestens zweimal um einen Abgleich der Mitglieder- mit der Mitarbeiterdatei gebeten, um die korrekte Zahlung von Beiträgen zu überprüfen. Nach Recherchen von Günter Wallraff seien in mehreren Fällen auch Daten der Mitarbeiter manipuliert worden. Diese Manipulationen seien anschließend unter anderem zur Kündigung von Kritikern des Vorstandsvorsitzenden Hartmut Mehdorn und der Kapitalprivatisierung genutzt worden.
Um die Datenaffäre aufzuklären, setzte der Aufsichtsrat im März 2009 die Rechtsanwälte Herta Däubler-Gmelin und Gerhart Baum als Sonderermittler ein. Am 30. März 2009 bot Hartmut Mehdorn auf der Bilanzpressekonferenz in Berlin seinen Rücktritt an, der mit Wirkung zum 30. April 2009 angenommen wurde. In der Sondersitzung des Aufsichtsrates am 13. Mai 2009 wurde schließlich das Ausscheiden der Vorstände Bensel, Hansen (gesundheitsbedingt), Suckale und Wiesheu zum 31. Mai beschlossen. Dabei verzichtete die Bahn auf Schadenersatzforderungen gegen die verantwortlichen Vorstandsmitglieder, sondern bot ihnen Aufhebungsverträge, wodurch Abfindungen in Millionenhöhe fällig wurden. Außerdem verließen die Leiter der Konzernrevision, der Konzernsicherheit und der Regelkonformität (englisch Compliance) das Unternehmen (Josef Bähr, Jens Puls und Wolfgang Schaupensteiner). Ende Mai 2009 wurde bekannt, dass Wolfgang Schaupensteiner im Januar 2009 Daten zur Vertuschung der Datenaffäre habe vernichten lassen.
Im 75-seitigen Abschlussbericht von PricewaterhouseCoopers (PwC) vom 7. August 2009, in dem die Unternehmensführung zwischen 1995 und Februar 2009 überprüft wurde, teilte PwC mit, ein Verschulden der Vorstände könne „nicht festgestellt werden“, daher könne man eine Klage „nicht empfehlen“. Im Mai 2011 wurde bekannt, dass laut einem geheim gehaltenen Protokoll vom März 2009, bei dem der damalige Leiter der internen Revision der Bahn durch zwei Sonderermittler von KPMG befragt worden war, „Mehdorn und andere Spitzenmanager von den Schnüffeleien und illegalen E-Mail-Überwachungen gewusst und eine aktive Rolle gespielt haben“. Der neue Vorstandsvorsitzende Grube betonte im Mai 2009, dass er einen Neuanfang suche. So wurde dem Datenschutz durch die Schaffung neuer Vorstandsressorts für Regelkonformität (Compliance), Datenschutz und Recht eine stärkere Bedeutung beigemessen. Das im Oktober 2009 vom Berliner Datenschutzbeauftragten Alexander Dix verhängte Bußgeld wegen mehrerer Verstöße gegen das Bundesdatenschutzgesetz in Höhe von 1,1 Millionen Euro wurde von der DB akzeptiert. Die Deutsche Bahn verlor 45 Millionen Euro, allein 18,5 Millionen Euro für die Ermittlungen und als Bußgeld, weitere 26,5 Millionen für die Abfindungen der Spitzenmanager. Im Verlauf der Aufklärung der Datenaffäre deckte Lobbycontrol Ende Mai 2009 ebenfalls auf, dass das Unternehmen 1,3 Millionen Euro aufgewendet hatte, um verdeckt positive Beiträge, insbesondere zum geplanten Börsengang, in den Medien zu platzieren. Daraufhin wurde der Generalbevollmächtigte für Kommunikation und Marketing der Deutschen Bahn, Ralf Klein-Bölting, am 29. Mai 2009 durch den Vorstandsvorsitzenden entlassen. Die verdeckte PR erfolgte durch die Firma Berlinpolis, die über ihren Mutterkonzern EPPA dazu von der Deutschen Bahn beauftragt wurde.
Das Fernsehmagazin Report Mainz vom Juli 2022 schilderte an zwei Fällen den Umgang des Konzerns mit kritisierenden Mitarbeitern über Sicherheitsrisiken, diese Mitarbeiter sind mittlerweile nicht mehr für die Deutsche Bahn tätig. In einem Fall beklagte sich ein Schienenanlagen-Verantwortlicher für 400 km Schienen über die Bereitstellungen und Unzumutbarkeit, woraufhin er sich 2019 veranlasst fühlte, einen Brandbrief an seinen Vorstand zu senden. Die Beklagungen des Mitarbeiters stritt die Deutsche Bahn ab, was später zur Folge hatte, dass der Mitarbeiter freigestellt wurde. Im anderen Fall erstellte ein Qualitäts- und Sicherheitsprüfer-Mitarbeiter einen kritischen Bericht über die Zustände der Anlagen; Inspektionen seien „… nicht einmal mehr im absolut notwendigen Minimalumfang …“ machbar. Nach Publizierung erlitt der Qualitäts- und Sicherheitsprüfer nach eigenen Angaben „… massive Repressionen …“ und eine Denunziation seitens der Bahn. Zusätzlich soll ihm gekündigt worden sein, daraufhin habe er die Fehlerkultur seines ehemaligen Arbeitgebers bemängelt. Die Deutsche Bahn verweigerte eine Stellungnahme zum kritischen Bericht des ehemaligen Mitarbeiters.